# Chamaegastrodia vaginata
Chamaegastrodia vaginata là một loài thực vật có hoa trong họ Lan. Loài này được (Hook.f.) Seidenf. mô tả khoa học đầu tiên năm 1994.